# Рюдзодзи Нобуаки
Рюдзодзи Нобуаки (яп. 龍造寺 信昭, 14 ноября 1566 — 20 октября 1642) — самурай княжества Сага периодов Адзути-Момояма и раннего Эдо, 2-й глава ветви Суко рода Рюдзодзи.

## Биография
Родился 14 ноября 1566 года как второй сын Рюдзодзи Нобутики, 1-го главы ветви Суко рода Рюдзодзи. Позже был усыновлён Мацурой Мори. После гибели старшего брата в Имдинской войне отказался от усыновления и унаследовал главенство семьи Суко.
После смерти Рюдзодзи Такафусы поддержал передачу власти от рода Рюдзодзи к Набэсиме Кацусигэ и стал каро (старшим вассалом) княжества Сага. В годы Кэйтё и Гэнна дважды передавал треть своих земель княжеству Сага. В 1626 году Нобуаки ушёл в отставку, и ему наследовал его сын Сигэтика. Рюдзодзи Нобуаки умер 20 октября 1642 года.